# Estación de Sérézin
La estación de Sérézin es una estación ferroviaria francesa de la línea París - Marsella, situada en la comuna de Sérézin-du-Rhône, en el departamento de Ródano, en la región de Ródano-Alpes. Por ella transitan únicamente trenes regionales. 

## Situación ferroviaria
La estación se encuentra en la línea férrea París-Marsella (PK 526,418). 

## Descripción
El edificio para viajeros permanece cerrado de tal forma que la estación, compuesta de dos andenes laterales y de dos vías, se configura como un apeadero. 

## Servicios ferroviarios

### Regionales
Los TER Ródano Alpes recorren el siguiente trazado:
- Línea Lyon - Vienne.